# Léon Lippens (Ruderer)
Léon Lippens (* 1903; † nach 1924) war ein belgischer Ruderer.

## Biografie
Léon Lippens gehörte bei den Olympischen Sommerspielen 1924 in Paris zur belgischen Crew, die in der Achter-Regatta startete. Das Boot schied jedoch im Hoffnungslauf aus.